# Warrick Gelant
Warrick Wayne Gelant (Knysna, 20 de mayo de 1995) es un jugador sudafricano de rugby que se desempeña como fullback y juega en los Bulls, franquicia sudafricana del Super Rugby.

## Trayectoria deportiva
Debutó en la primera de los Blue Bulls, uno de los equipos que compite en la Currie Cup, en 2015 y continúa jugando con ellos.
Debido a su buen desempeño en los Blue Bulls fue contratado por los Bulls, una de las cuatro franquicias sudafricanas del Super Rugby, para la temporada 2016. Actualmente es el fullback titular del equipo.

### Internacional
Fue convocado a los Springboks por primera vez en noviembre de 2017 para enfrentar a la Azzurri (test match) y debutó ingresando en el segundo tiempo en reemplazo de Andries Coetzee. Hasta el momento lleva 9 partidos jugados y tres tries marcados.
Fue seleccionado por Rassie Erasmus para formar parte de los Springboks en la Copa Mundial de Rugby de 2019 en Japón, Donde vencieron en la final a Inglaterra  por el resultado final de 32-12 Proclamándose campeones mundiales. Gelant anotó dos ensayos en el campeonato, uno ante Namibia y otro ante Canadá.